# Белкин, Андрей Михайлович
Андре́й Миха́йлович Бе́лкин (29 декабря 1934, Ртищево, Саратовский край — 6 ноября 2008, Тамбов) — краевед, журналист, музыковед

, поэт, певец, художник, Заслуженный работник культуры Российской Федерации (1993).

## Биография
Андрей Белкин родился 29 декабря 1934 года в городе Ртищево (ныне Саратовской области). В 1936 году семья Белкиных переехала в Тамбов. В 1958 году Андрей окончил филологический факультет Тамбовского государственного педагогического института. С 1955 года, будучи ещё студентом, он начал публиковаться в центральных и областных газетах в качестве внештатного сотрудника. По окончании института работал журналистом газеты «Ленинский путь» Граждановского района Тамбовской области.
В 1966 году Андрей Белкин окончил Тамбовское музыкальное училище имени С. В. Рахманинова по классу сольного пения. Позднее он преподавал в Тамбовском областном училище культуры (ныне Тамбовский музыкально-педагогический институт имени С. В. Рахманинова), Тамбовской вечерней музыкальной школе (ныне Тамбовский колледж искусств), на дирижерско-хоровом отделении Тамбовского филиала Московского государственного института культуры.
С 1980 по 2000 год Андрей Михайлович был заведующим отделом Тамбовского областного научно-методического центра народного творчества. Одновременно он был лектором-музыковедом общества «Знание», членом правления Музыкального общества Тамбовской области.
Андрей Михайлович был ведущим музыкального клуба Тамбовской областной библиотеки имени А. С. Пушкина. 16 января 1993 года на базе этого клуба им было создано Тамбовское Шаляпинское общество (ныне общество преобразовано в Тамбовское отделение Межрегионального Шаляпинского Центра). Белкин являлся руководителем областного творческого объединения поэтов-любителей «Лира».
Андрей Михайлович Белкин скончался 6 ноября 2008 года в Тамбове.

## Творческая деятельность
А. М. Белкиным опубликовано более 1200 статей и подготовлено большое количество радиопередач, основной темой которых является связь с Тамбовским краем С. В. Рахманинова, А. И. Зилоти, Ф. И. Шаляпина, Л. Н. Толстого, А. М. Горького, И. С. Тургенева и других известных композиторов, музыкантов и писателей.
Концертно-исполнительская деятельность А. Белкина включала в себя как сольные концертные программы, так и отдельные номера в сборных концертах. В его репертуаре были арии из опер и романсы М. И. Глинки, А. С. Даргомыжского, А. П. Бородина, М. П. Мусоргского, Н. А. Римского-Корсакова, П. И. Чайковского, С. В. Рахманинова, В. А. Моцарта, Ф. П. Шуберта, а также песни тамбовских композиторов.
А. М. Белкин — автор многих книг. Его произведения включены в сборники поэзии Черноземья (1982, 1992), в «Венок Высоцкому» (1994), «Венок С. В. Рахманинову» (1996), тамбовский венок А. С. Пушкину «И славен буду я…» (1999). В сборник «Белоствольная Россия» (2006) Андрей Михайлович Белкин включил лучшее из того, что было написано им за все годы творческой работы.
Одной из отличительных черт поэзии Андрея Белкина является её музыкальность. На его стихи написаны патриотические и лирические песни, песни о Тамбове и Тамбовском крае, об известных земляках.

### Некоторые произведения А. М. Белкина
- Русский самородок : Жизнь и творчество русского оперного певца В. П. Дамаева. — Краснодар: Кн. изд-во, 1980. — 62 с.
- То же. — 2-е изд., испр. и доп. — 1984. — 79 с.
- Слушаем Владимира Ильича: О грамзаписях речей Ленина. — М.: Политиздат, 1982. — 93 с.
- Родники народного творчества: [Буклет]. — Тамбов, 1986.
- В гармонии красок: Творческий портрет тамбовского художника-любителя Б. П. Фомина. — Тамбов, 1991.
- Песни села Мезинец: О фольклорном ансамбле Староюрьевского района : [Буклет]. — Тамбов, 1991.
- В оазисе степной местности…: О пребывании П. И. Чайковского в Тамбовской губернии // Рус. провинция. — Воронеж, 1992.- Вып. 1. — С. 159—168.
- И песня не кончается…: Черняновскому народному хору — 75 лет : [Буклет]. — Тамбов, 1994; Первый сезон дяди Гиляя // Рус. провинция. — Воронеж, 1995.

## Награды
- Заслуженный работник культуры Российской Федерации (1993)
- Почётный знак Министерства культуры СССР и ЦК профсоюза работников культуры «За достижения в самодеятельном художественном творчестве» (1984)
- Знак «За достижения в культуре» (2002)
- Лауреат Всероссийского конкурса молодых вокалистов (1958)
- Лауреат Всесоюзного фестиваля народного творчества, посвящённого 40-летию Победы (1985)